# Mus fragilicauda
Mus fragilicauda là một loài động vật có vú trong họ Chuột, bộ Gặm nhấm. Loài này được Auffray, Orth, Catalan, Gonzalez, Desmarais, & Bonhomme mô tả năm 2003.